# Eremophila cordatisepala
Eremophila cordatisepala är en flenörtsväxtart som beskrevs av L. S. Smith. Eremophila cordatisepala ingår i släktet Eremophila och familjen flenörtsväxter. Inga underarter finns listade i Catalogue of Life.